# 须置离
须置离（？—10年），新朝时车师后部王。
始建国二年（公元10年），须置离听说王莽派右伯甄丰出巡西域，和属下商议要供奉新朝使者牛羊、粮食。国家不能支持，想要逃亡匈奴。这件事被戊己校尉刁护获悉，送至西域都护但钦处，被但钦杀死。他的哥哥狐兰支率众投降匈奴。